# ديكسفيل (كيبك)
ديكسفيل (كيبك) (بالإنجليزية: Dixville, Quebec)‏ هي بلدية محلية في كيبيك تقع في كندا في كوتيكوك، كيبك ‏. يقدر عدد سكانها بـ 710 نسمة ومساحتها 77.40 كم2 .